# 8087 Kazutaka
8087 Kazutaka este un asteroid din centura principală de asteroizi.

## Descriere
8087 Kazutaka este un asteroid din centura principală de asteroizi. A fost descoperit pe 29 noiembrie 1989 la Kitami de Kin Endate și Kazuro Watanabe. Asteroidul prezintă o orbită caracterizată de o semiaxă mare de 2,57 ua, o excentricitate de 0,15 și o înclinație de 16,3° în raport cu ecliptica.